# Czeslaw Walek
Czeslaw Walek (ur. 31 stycznia 1975 w Trzyńcu) – czeski prawnik pochodzenia polskiego, działacz na rzecz praw LGBT.

## Życiorys
Jest absolwentem polskiego gimnazjum w Czeskim Cieszynie. Dalszą edukację odbył na Wydziale Prawa i Administracji Uniwersytetu Jagiellońskiego oraz na Wydziale Prawa Uniwersytetu Środkowoeuropejskiego w Budapeszcie.
Pracował w czeskim Urzędzie Rady Ministrów, koncentrując się na polityce praw człowieka, a konkretniej na problematyce dotyczącej Romów. W latach 2009–2011 był wiceministrem ds. praw człowieka.
Kieruje organizacją pozarządową Otevřená společnost. Od 2011 r. jest dyrektorem festiwalu Prague Pride.